# Antik grekisk dramatik
Antik grekisk dramatik syftar på den teaterkonst som utvecklades i grekiskspråkiga områden under antiken och räknas som en central del i den grekiska antikens litteratur. Teatern hade en viktig funktion i det antika Grekland – man diskuterade och lärde sig de dygder och värderingar som var viktiga i samhället.

## Teaterplatsens utseende

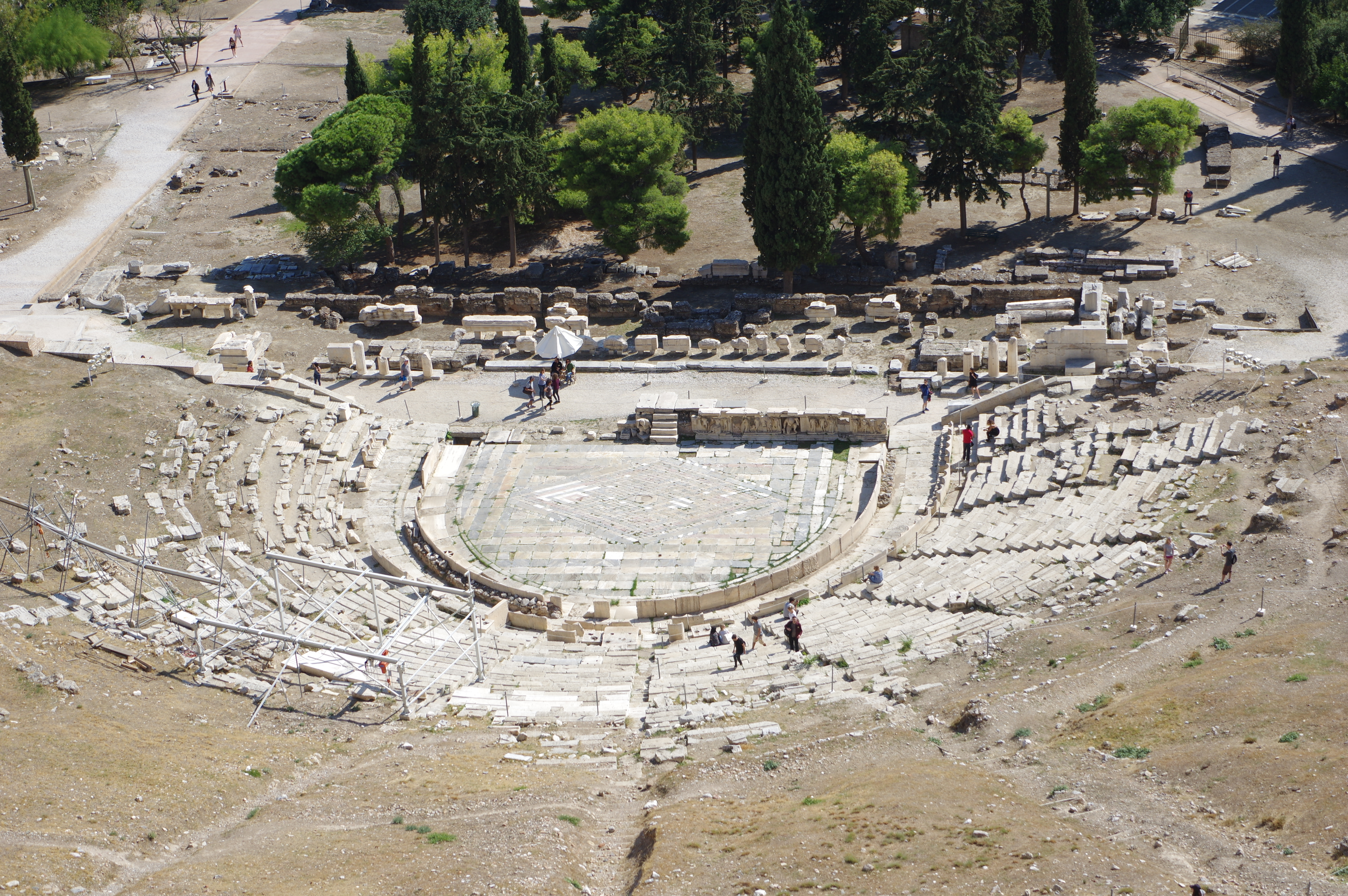
Dionysosteatern

Teatrarna under antiken var stora anläggningar; Dionysosteatern i Aten hade plats för 17 000 åskådare i en ungefärlig halvcirkel runt den runda spelplatsen som kallades orkestra. De ska inte förväxlas med den romerska amfiteatern som var cirkelrund eller oval med spelplatsen i mitten och avsedd för lättare underhållning. Längst fram i publiken satt präster och andra högt uppsatta personer. En samling byggnader var bakgrund till spelplatsen; de kallades skene. Byggnaderna fungerade som kuliss och omklädningsrum. De hade även vissa tekniska finesser; man kunde hissa ner gudar ovanifrån då de behövdes för att lösa situationer i dramat (deus ex machina). I golvet fanns luckor för att hissa upp figurer i dramat. Våld visades aldrig på scen. Istället gick skådespelarna in i skene och rullade sedan ut den döde på en vagn.

## Skådespelarna
Alla skådespelare var män. De hade stora övertydliga masker och säckiga kläder för att synas. Maskerna var komiska för komedin och mer allvarliga för tragedin. De förstärkte också rösten på skådespelaren genom att munöppningen var trattformad. Genom att byta masker kunde en skådespelare spela många roller. Vid tragedierna hade de höga platåskor. När en man skulle spela en kvinnlig roll använde han lösbröst. Man hade nästan aldrig mer än tre skådespelare på scenen samtidigt; däremot fanns det en kör i bakgrunden som kommenterade det som hände.

## Genrerna

### Tragedin
Tragedin utvecklades ur religiös körsång. Ordet tragedi betyder ursprungligen ”bocksång”; körmedlemmarna var ursprungligen utklädda till bockar. Antagligen började körledaren spela någon av de gudar och hjältar man sjöng om vilket sedan ledde till utvecklingen av dramat. I början sjöng skådespelarna men sedan började de prata. I tragedierna gestaltades hybris, övermodet. Den som led av hybris bröt mot ordningen i världen och kunde sedan drabbas av nemesis, gudarnas straff. Man trodde på ödet, då det redan var förutbestämt hur det skulle gå för tragedins hjälte.
Aristoteles formulerade under antiken en poetik kring tragedins utformning. Enligt honom skulle gestalterna vara både goda och onda så att motsättningarna fick en inre karaktär. Spänningen skulle byggas upp till en vändpunkt mitt i dramat (peripeti) då nya saker avslöjas vilka gör att dramat leder till den slutgiltiga katastrofen. Under dramats gång har publiken lärt känna huvudpersonen så att dennes öde väcker medlidande, samtidigt som de lär sig frukta ödet och gudarna. Detta leder enligt Aristoteles till att åskådarna genomgår katharsis och renas från onda tankar.
De mest kända tragöderna är Aischylos, Sofokles och Euripides.

### Komedin
Komedin utvecklades ur satyrspel som var humoristiska skildringar av saker som händer i gudavärlden. Ofta drev man med aktuella händelser och personer. Bland berömda författare kan nämnas Menander. En av de mest kända komedierna är Lysistrate av Aristofanes. Den handlar om hur kvinnorna i Aten ska tvinga männen att sluta kriga genom att vägra att ha samlag med dem tills det blir fred.

## Dionysosfesten
Dionysos var vinets gud och firades varje vår och höst i Aten med teaterspel. Teatern var en tävling som publiken avgjorde. Man kunde vinna både som pjäsförfattare och skådespelare. Man vann en lagerkrans; äran var viktig. Varje tävlande dramatiker skrev tre tragedier och en komedi. Festen var viktig för sammanhållningen på Attika, den grekiska halvö som dominerades av Aten. Dessutom visade dramerna vilka värderingar som skulle råda i samhället.

## Termer inom antik grekisk dramatik
- Attisk komedi
- Äldre attisk komedi
- Parabas
- Agon